# Honesch
Honesch is een buurtschap in de Twentse gemeente Haaksbergen in de Nederlandse provincie Overijssel. De buurtschap ligt net zuidelijk van de bebouwde kom van Haaksbergen.

## Geschiedenis
In het verleden vormde Honesch samen met Haaksbergen een marke, die gelegen was in het midden van de huidige gemeente en die reikte van noord tot zuid. Deze marke werd in 1841 gesplitst in twee aparte marken, een marke Honesch en een marke Haaksbergen. Het dorp Haaksbergen is ontstaan en was gelegen in de buurschap Honesch.